# Gāvkoshan-e Pā'īn
Gāvkoshan-e Pā'īn (persiska: Gāv Kosh-e Soflá, گاو کش سفلی, گاوکشن پائین) är en ort i Iran.   Den ligger i provinsen Lorestan, i den västra delen av landet, 400 km sydväst om huvudstaden Teheran. Gāvkoshan-e Pā'īn ligger 1 812 meter över havet och antalet invånare är 772.
Terrängen runt Gāvkoshan-e Pā'īn är kuperad söderut, men norrut är den platt.Runt Gāvkoshan-e Pā'īn är det ganska tätbefolkat, med 72 invånare per kvadratkilometer. Närmaste större samhälle är Nūrābād, 12,9 km nordväst om Gāvkoshan-e Pā'īn. Trakten runt Gāvkoshan-e Pā'īn består i huvudsak av gräsmarker.